# Harry Lachman
 (juin 2023).
Pour les articles homonymes, voir Lachman.
Harry Lachman, né le 29 juin 1886 à LaSalle (Illinois) et mort le 19 mars 1975 à Beverly Hills, à Los Angeles, (Californie), est un artiste peintre, scénographe et réalisateur de films américain.

## Biographie
Né à LaSalle (Illinois), Lachman étudie à l'université du Michigan avant de devenir illustrateur de magazine. En 1911, il s'installe à Paris où il obtient une certaine réputation comme peintre post-impressionniste ; le gouvernement français lui décerne la croix de chevalier de la Légion d'honneur .
Lachman commence à s'intéresser au cinéma lorsqu'il travaille comme scénographe à Nice, pour Mare Nostrum (Our sea) de Rex Ingram, qu'il produit en 1925. Il travaille comme réalisateur en France et en Angleterre avant de s'installer à Hollywood en 1933. Il a notamment réalisé Baby Take a Bow, Dante's Inferno, Our Relations, et Dr. Renault's Secret.
Lachman revient à la peinture dans les années 1940. Il meurt d'une crise cardiaque en 1975.

## Filmographie partielle
- 1919 : L'Héritage de la France. Restauré par les Archives françaises du film du CNC, 2000.
- 1929 : Week-End Wives
- 1929 : Under the Greenwood Tree
- 1930 : The Compulsory Husband réalisé avec Monty Banks
- 1930 : Song of Soho
- 1931 : Mistigri
- 1931 : Le Monsieur de minuit
- 1932 : La Couturière de Lunéville (The Dressmaker of Luneville)
- 1932 : La Belle Marinière
- 1934 : La P'tite Shirley (Baby Take a Bow)
- 1934 : I Like It That Way
- 1935 : L’Enfer (Dante’s Inferno)
- 1936 : C'est donc ton frère (Our Relations)
- 1936 : Charlie Chan at the Circus
- 1937 : The Devil is driving
- 1940 : They came by Night
- 1942 : Castle in the Desert
- 1942 : The Loves of Edgar Allan Poe